# Geoffrey Unsworth
Geoffrey Unsworth (ur. 24 maja 1914 w Londynie, zm. 28 października 1978 w Bretanii) – brytyjski operator filmowy. Laureat Oscara.
Debiutował w 1943 jako operator dokumentu The People’s Land. Pracował w Europie i Stanach Zjednoczonych. Był laureatem wielu nagród (m.in. BAFTA), dwukrotnie jego zdjęcia nagrodzono Oscarem. Pierwszego przyniósł mu Kabaret Boba Fosse’a (1973), drugim – za Tess Romana Polańskiego – Unsworth został uhonorowany pośmiertnie. Brytyjczyk zmarł w czasie kręcenia właśnie tego filmu, a ostatnim jego ukończonym dziełem był Superman. Ponadto był autorem zdjęć do takich filmów jak Milioner bez grosza (1953), 2001: Odyseja kosmiczna (1968), Morderstwo w Orient Ekspresie (1974) czy O jeden most za daleko (1977).

## Nagrody i nominacje
| Rok  | Nagroda                               | Kategoria         | Za                            | Wynik     |
| ---- | ------------------------------------- | ----------------- | ----------------------------- | --------- |
| 1981 | Nagroda Akademii Filmowej             | Najlepsze zdjęcia | Tess                          | Wygrana   |
| 1975 | Nagroda Akademii Filmowej             | Najlepsze zdjęcia | Morderstwo w Orient Expressie | Nominacja |
| 1973 | Nagroda Akademii Filmowej             | Najlepsze zdjęcia | Kabaret                       | Wygrana   |
| 1965 | Nagroda Akademii Filmowej             | Najlepsze zdjęcia | Becket                        | Nominacja |
| 1982 | Nagroda Brytyjskiej Akademii Filmowej | Najlepsze zdjęcia | Tess                          | Wygrana   |
| 1979 | Nagroda Brytyjskiej Akademii Filmowej | Najlepsze zdjęcia | Superman                      | Nominacja |
| 1978 | Nagroda Brytyjskiej Akademii Filmowej | Najlepsze zdjęcia | O jeden most za daleko        | Wygrana   |
| 1975 | Nagroda Brytyjskiej Akademii Filmowej | Najlepsze zdjęcia | Morderstwo w Orient Expressie | Nominacja |
| 1973 | Nagroda Brytyjskiej Akademii Filmowej | Najlepsze zdjęcia | Kabaret                       | Wygrana   |
| 1973 | Nagroda Brytyjskiej Akademii Filmowej | Najlepsze zdjęcia | Alicja w Krainie Czarów       | Wygrana   |
| 1969 | Nagroda Brytyjskiej Akademii Filmowej | Najlepsze zdjęcia | Odyseja kosmiczna             | Wygrana   |
| 1965 | Nagroda Brytyjskiej Akademii Filmowej | Najlepsze zdjęcia | Becket                        | Wygrana   |
| 1964 | Nagroda Brytyjskiej Akademii Filmowej | Najlepsze zdjęcia | Tamahine                      | Nominacja |